# Исаия (епископ Ростовский)

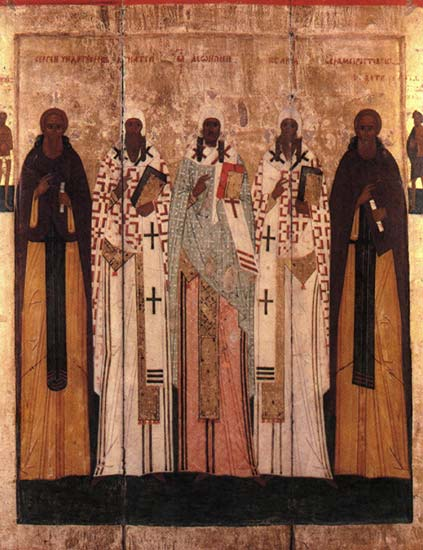
Авраамий, Исаия, Леонтий, Игнатий Ростовские и Сергий Радонежский. Икона конца XV — начала XVI века

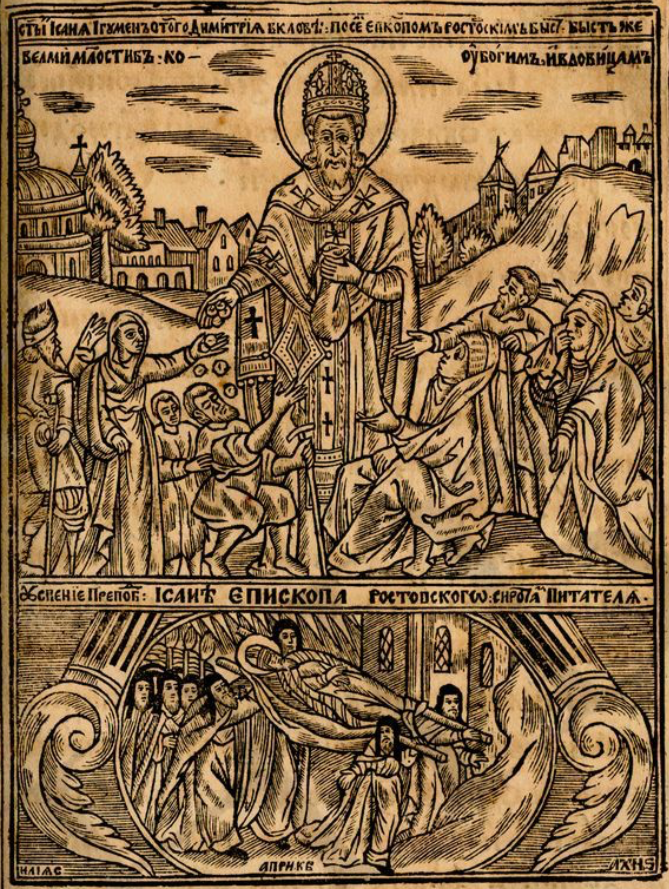
Святитель Исаия Чудотворец, епископ Ростовский, со сценой его погребения (монах Илия, ксилография из издания «Патерик, или Отечник, Печерский», 1661. Лист 139)

Епи́скоп Иса́ия (ум. 15 мая 1090) — епископ Ростовский и Суздальский, святой.
Уроженец Киевской земли. Постригся в Печерской обители при преподобном Феодосии. Был игуменом монастыря святого великомученика Димитрия в Киеве (с 1062).
Епископ Ростовский и Суздальский после смерти епископа Леонтия (не позднее 1077). Исаия утвердил христианство на Ростовско-Суздальской земле, на местах языческих капищ строил христианские храмы.
Участвовал в освящении церкви Святого Михаила во Всеволодовом (Выдубицком) монастыре (1088), церкви Богородицы в Печерском монастыре (1089).

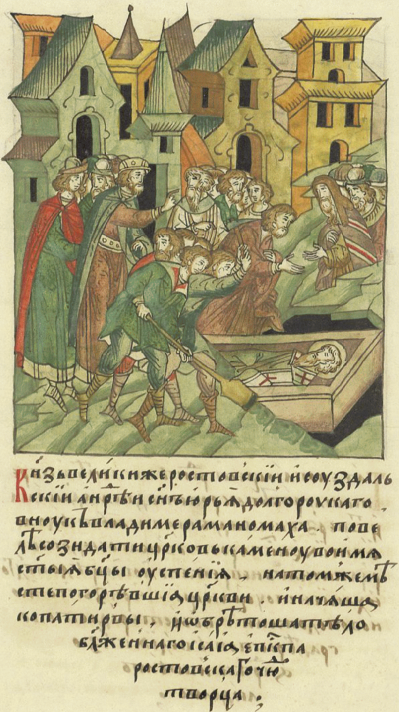
Обнаружение мощей Исайи Ростовского

Епископ Исаия умер 15 мая 1090 года и был похоронен в Успенском соборе в Ростове. Гроб сначала находился в небрежении. Мощи обретены в 1164 (или 1162) при постройке нового собора взамен сгоревшего, началось народное поклонение им. Местное празднование памяти как чудотворца установлено в 1474 году архиепископом Вассианом (Рыло). Первую редакцию жития датируют XV или XIII веком; вторую — XV—XVI. Память 15 мая.